# Jack Markell
Jack A. Markell (Delaware, 26 de novembro de 1960) é um empresário norte-americano e um político do estado do Delaware. Ele é membro do Partido Democrata, foi Tesoureiro do Estado de Delaware, e atualmente é governador do Delaware. Markell é primeiro governador do Delaware judeu.Gradou-se na Universidade de Newark High School, em Rhode Island. Markell tem dois filhos Molly e Michael, com sua esposa Carla Merkell.
Markell foi vice-presidente de Desenvolvimento corporativo na Nextel, e também foi banqueiro em Chicago. Markell foi eleito tesoureiro do Delaware em 1998, sendo reeleito em 2002 e 2006. Em 6 de junho de 2007, foi escolhido candidato do partido democrata, sendo eleito em 4 de novembro de 2008 com 67,5% dos votos.